# T-Mobile US
T-Mobile US, Inc. — американский оператор беспроводной связи, принадлежащий Deutsche Telekom (DT). Штаб-квартира расположена в городе Белвью штата Вашингтон. Является третьим по размеру американским оператором сотовой связи, по состоянию на конец 2022 года у него было 113,6 млн абонентов. T-Mobile US под брендами T-Mobile и Metro by T-Mobile предоставляет услуги в сфере беспроводной голосовой связи и передачи данных на территории США, Пуэрто-Рико и Американских Виргинских Островов, а также предоставляет свою сеть виртуальным операторам сотовой связи.

## История
В 1994 году Western Wireless Corporation было основано подразделение VoiceStream Wireless PCS, выделенное в отдельную структуру 3 мая 1999 года. В 2001 году она была продана Deutsche Telekom AG за 35 млрд долл., переименовавшей его в июле 2002 года в T-Mobile USA. В 2013 году T-Mobile и MetroPCS заключили договор о слиянии двух компаний в T-Mobile US.
В апреле 2020 года завершилось слияние T-Mobile US со Sprint Corporation. В сентябре 2022 года была продана принадлежавшая Sprint сеть проводной телефонии.

## Деятельность
Выручка за 2022 год составила 79,57 млрд долларов, из них 45,92 млрд пришлось на контрактных (постоплатных) абонентов, 9,86 млрд — на предоплатных абоенентов, 5,55 млрд — на плату за использование сети виртуальными операторами, 17,13 млрд — на продажу мобильных телефонов и другой электроники.
| Год  | Выручка, млрд долл. | Чистая прибыль, млрд долл. | Капитализация, млрд долл. | Число сотрудников | Число абонентов, млн |
| ---- | ------------------- | -------------------------- | ------------------------- | ----------------- | -------------------- |
| 2011 | 20,62               | −4,718                     | 3,14                      |                   |                      |
| 2012 | 19,72               | −7,336                     | 3,62                      |                   | 26,1                 |
| 2013 | 24,42               | 0,035                      | 26,97                     | 40 000            | 37,4                 |
| 2014 | 29,56               | 0,247                      | 21,75                     | 45 000            | 43,5                 |
| 2015 | 32,47               | 0,678                      | 32,01                     | 50 000            | 49,3                 |
| 2016 | 37,49               | 1,405                      | 47,38                     | 50 000            | 54,2                 |
| 2017 | 40,60               | 4,481                      | 52,83                     | 51 000            | 58,7                 |
| 2018 | 43,31               | 2,888                      | 54,07                     |                   | 63,7                 |
| 2019 | 45,00               | 3,468                      | 67,19                     | 53 000            | 67,9                 |
| 2020 | 68,40               | 3,064                      | 167,37                    |                   | 102,1                |
| 2021 | 80,12               | 3,024                      | 144,86                    |                   | 108,7                |
| 2022 | 79,57               | 2,590                      | 174,18                    | 71 000            | 113,6                |